# Adolf Schill

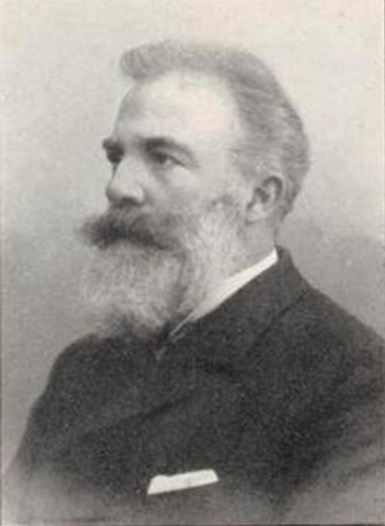
Adolf Schill

Adolf Schill, häufig auch Adolph Schill (* 14. Mai 1848 in Stuttgart; † 10. November 1911 in Düsseldorf), war ein deutscher Architekt, Innenarchitekt, Kunstgewerbler, Illustrator und Maler des Historismus. Als Hochschullehrer wirkte er zwischen 1880 und 1911 an der Kunstakademie Düsseldorf und prägte so die spätere Phase der Düsseldorfer Malerschule mit. Auch Schüler der Bildhauerei studierten bei ihm.

## Leben
Schill besuchte von 1864 bis 1870 die Vereinigte Kunst-, Real- und Gewerbeschule Stuttgart, wo er von den Eklektizisten Christian Friedrich von Leins in Architektur und Adolf Gnauth in Stilkunde unterrichtet wurde. Von 1870 bis 1874 vertiefte er seine Architekturkenntnisse beim Bau des Wiener Ringtheaters unter Emil von Förster. Sodann trat er eine zweijährige Bildungsreise nach Italien an, die sein Schönheitsempfinden nachhaltig prägte. Später bereiste er noch mehrfach Italien. Zwischen 1876 und 1880 redigierte Schill – als Nachfolger von Wilhelm Bäumer – die Zeitschrift Gewerbehalle, das im Stuttgarter Engelhorn Verlag herausgegebene „Organ für Fortschritt in allen Zweigen der Kunstindustrie“. 1880 wurde Schill – als Nachfolger von Wilhelm Lotz, der 1879 plötzlich gestorben war – Professor für Dekoration und Ornamentik an der Düsseldorfer Kunstakademie; diese Stellung bekleidete er bis zu seinem Lebensende im Jahr 1911. Als Leiter einer sogenannten „Dekorations-“ oder „Architekturklasse“ vermittelte er vielen Studenten Grundkenntnisse in Stilkunde und Architektur, die für die Ausführung monumentaler Wandmalereien unentbehrlich waren. Eine „Sammlung der Gypsabgüsse aus kunstgewerblichen und dekorativen Mustern“ stellte er für Unterrichtszwecke zusammen. Schills Aquarellmalereien, die er nach Reisestudien anfertigte, hatten großen Einfluss auf seine Schüler. Wie viele andere Akteure der Düsseldorfer Kunstszene war auch Schill ein Mitglied des Künstlervereins „Malkasten“. 1882 wurde er Vorstandsmitglied im Central-Gewerbe-Verein für Rheinland, Westfalen und benachbarte Bezirke. Im öffentlichen Leben Düsseldorfs trat Schill als Preisrichter bei Wettbewerben zur Errichtung von Denkmälern in Erscheinung, etwa beim Moltkedenkmal.
1882 heiratete Schill in der Trinitatiskirche in Elberfeld Emmy Simons (* 30. August 1858 in Elberfeld), eine Nichte des Architekten Walter Kyllmann, die ihm die Kinder Lisbeth, Adolf, Addy und Lore gebar. 1889 wohnte Schill mit seiner Familie im Haus Blumenstraße 12, in einem gründerzeitlichen Neubauviertel Düsseldorfs. Im Januar 1912 wurde Schill durch eine Gedächtnisausstellung im Kunstgewerbemuseum der Stadt Düsseldorf geehrt. Die Gedenkrede hielt Heinrich Kraeger.

## Werk

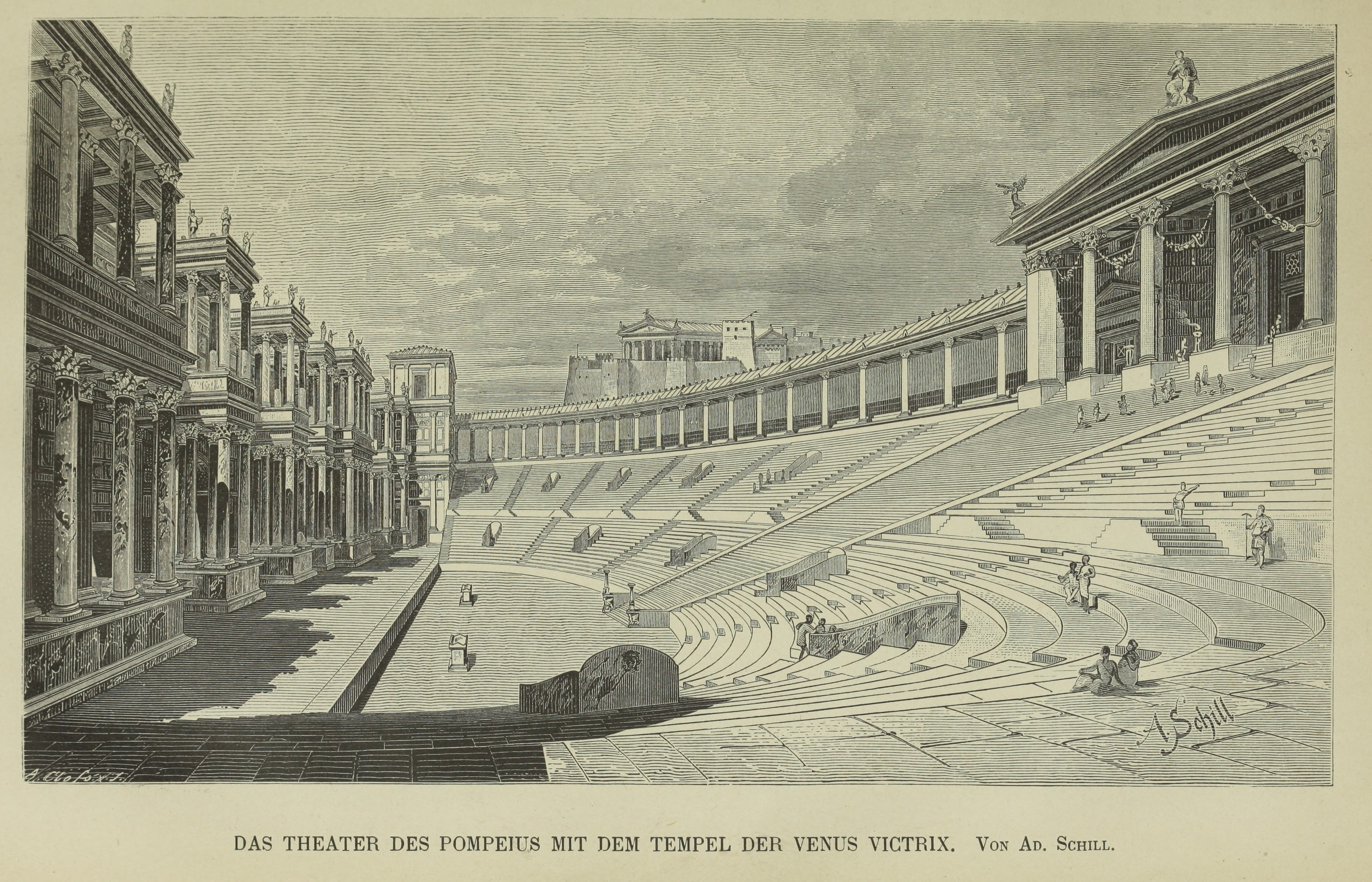
Das Theater des Pompejus mit dem Tempel der Venus Victrix, Buchillustration

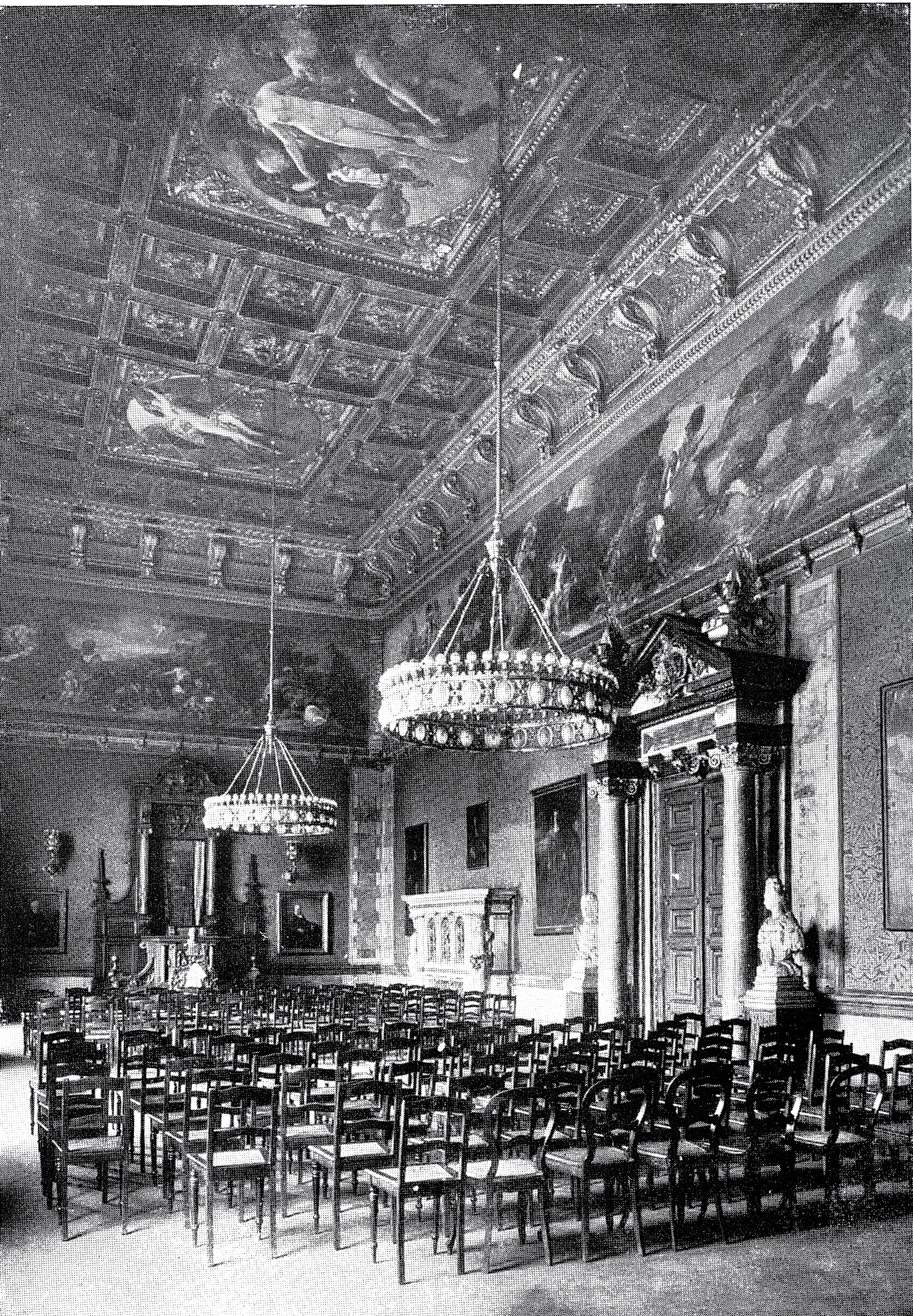
Aula der Kunstakademie Düsseldorf, Foto um 1900

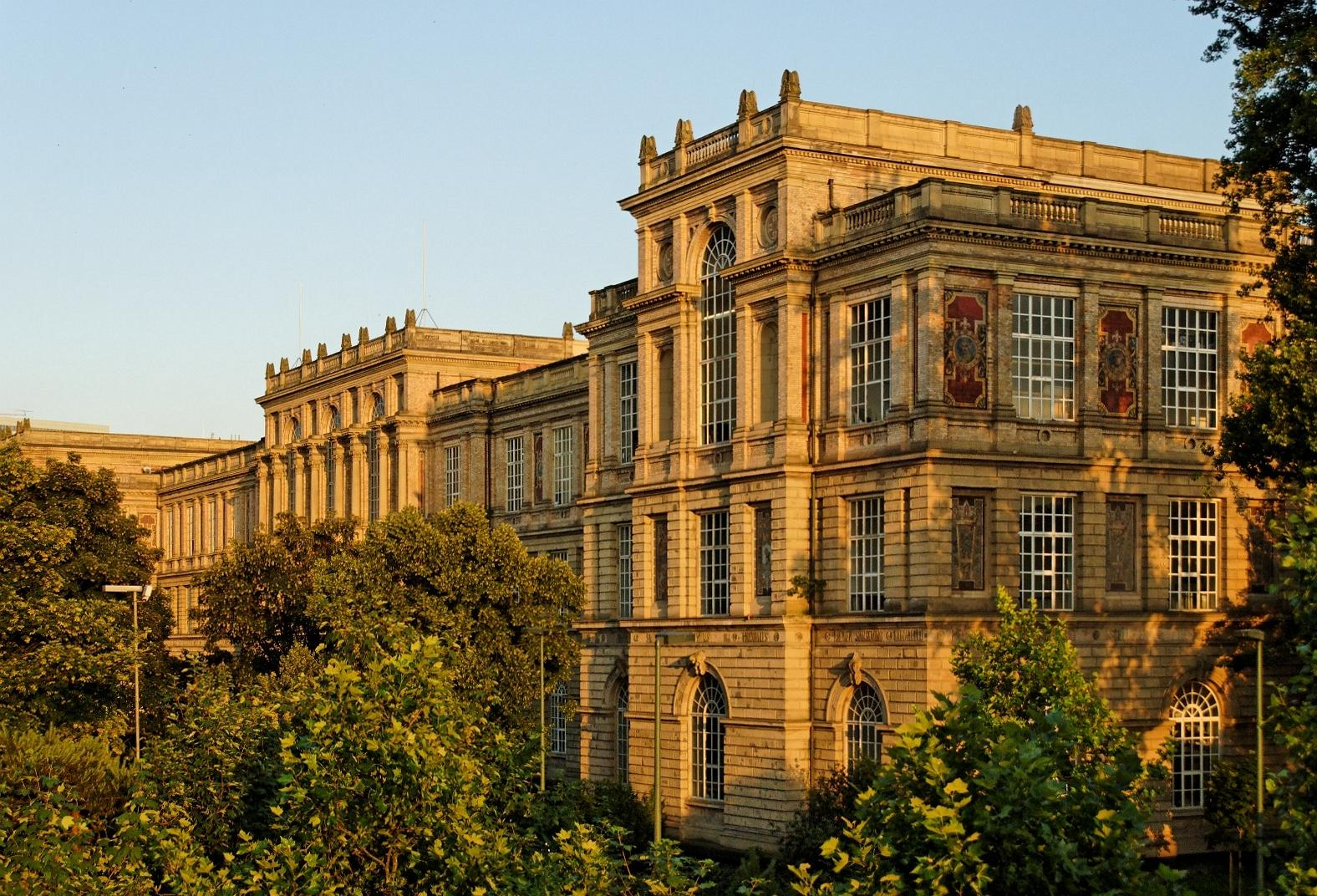
Stiftmosaike an den Fassaden der Kunstakademie Düsseldorf

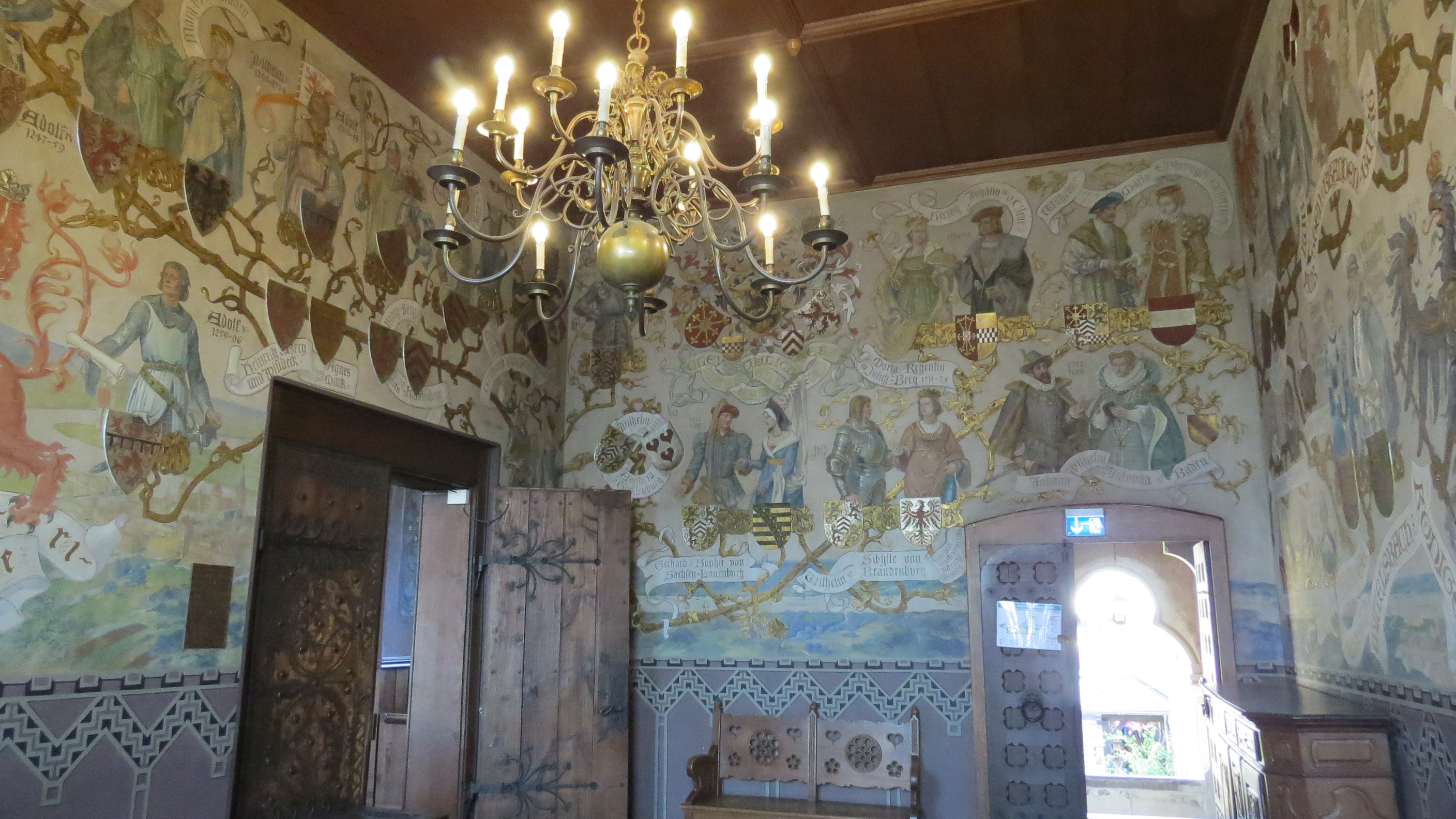
Wandbild Stammbaum der bergischen Herrscher im Ahnensaal des Schlosses Burg

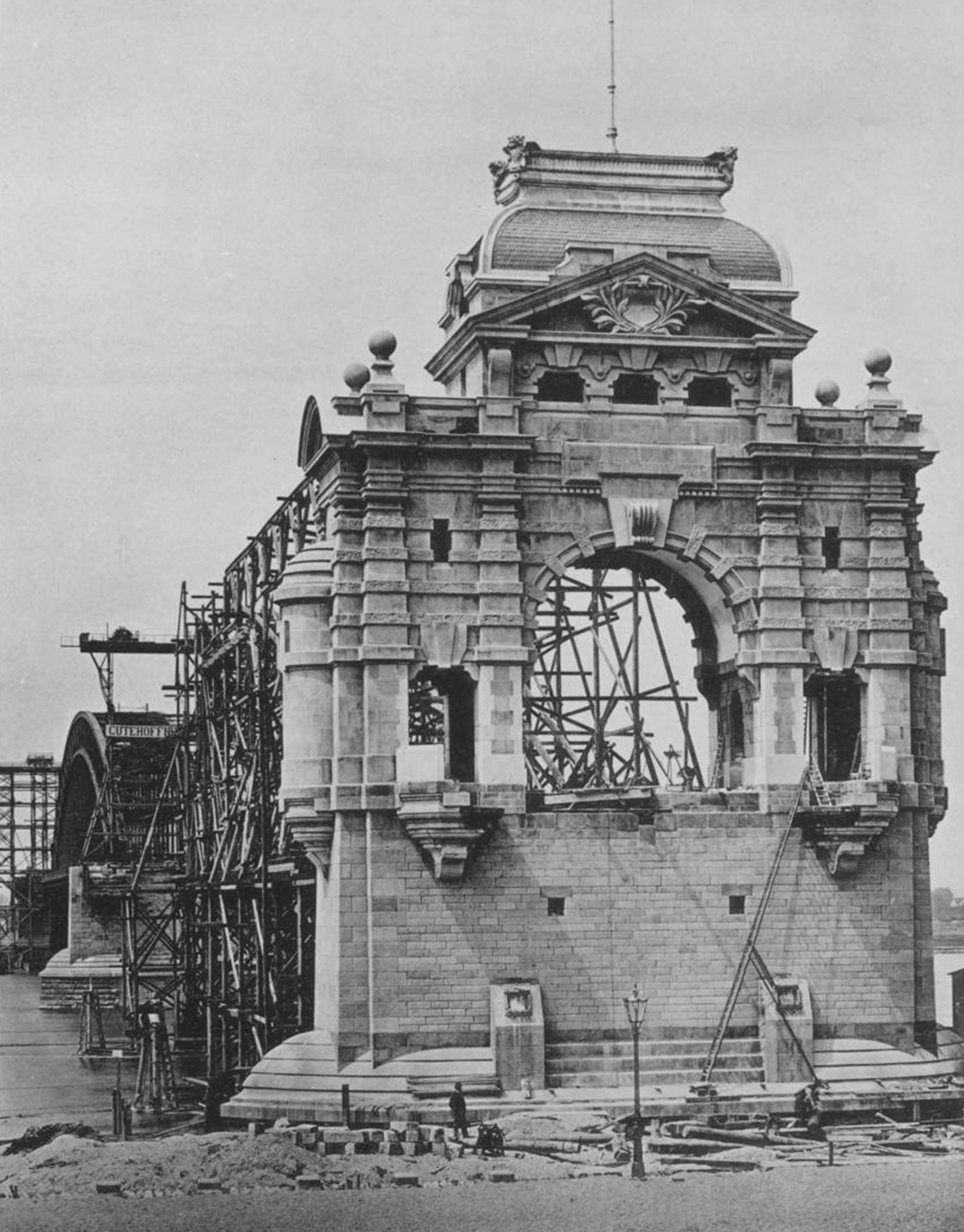
Rechter Zwischenpfeiler der alten Oberkasseler Brücke nach Fertigstellung, am 9. Juni 1898

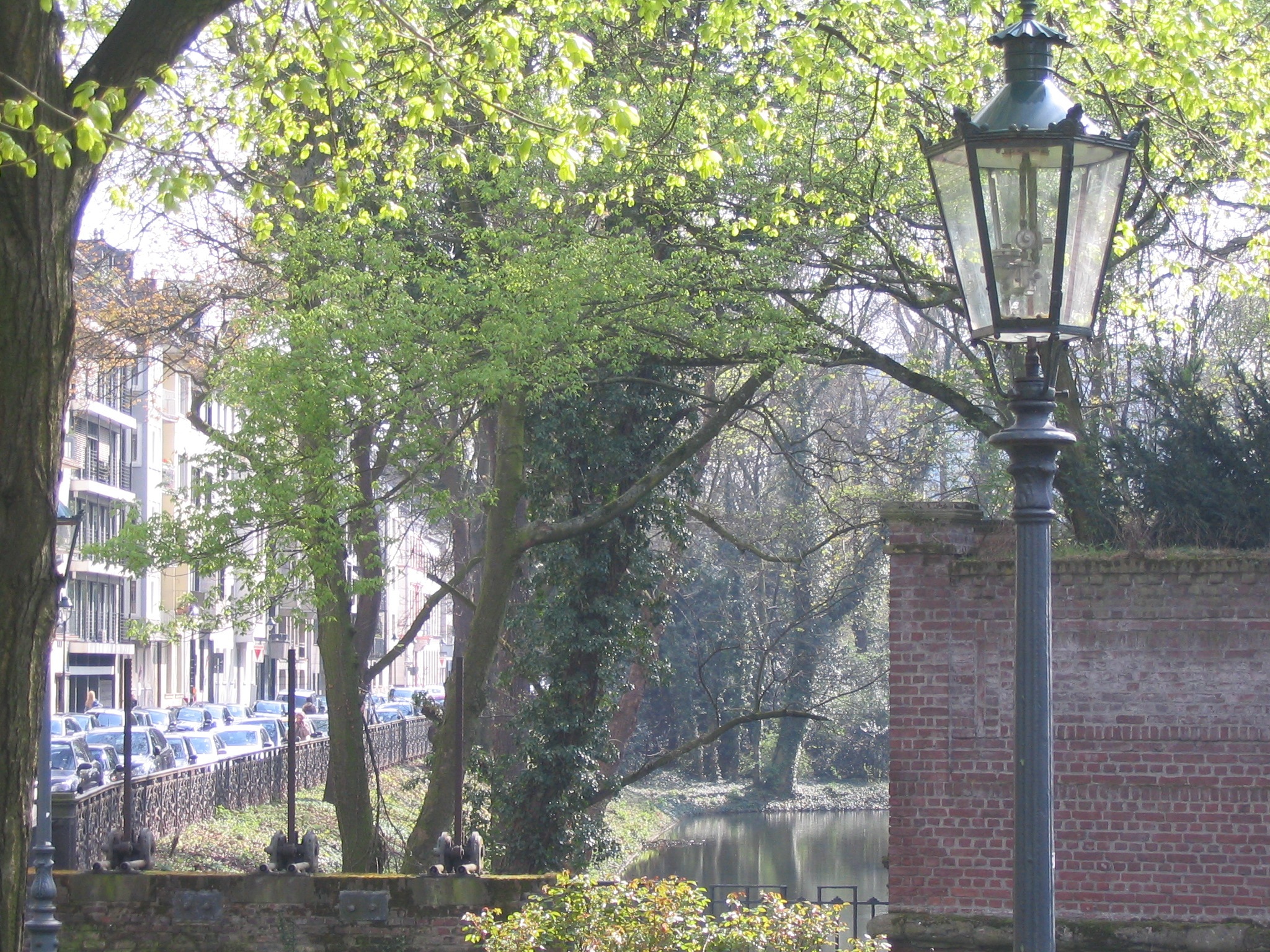
Brückengeländer der alten Oberkasseler Brücke (links), heute Brüstung am Spee’schen Graben in der Carlstadt, Foto 2012

Als Maler war Schill Ende des 19. Jahrhunderts neben Adolf Seel vor allem durch Aquarelle bekannt, die „Architekturstücke“, insbesondere architektonische Eindrücke aus Italien wiedergeben. Im kunstgewerblichen Bereich schuf er seit den 1870er Jahren Illustrationen sowie sogenannte Ornamentstücke und Vignetten als Buchschmuck. Nach einer Studienreise nach Belgien veröffentlichte er 1870 die dort angefertigten Reiseskizzen mit Architekturmotiven. 1891 wurde Schill zur Ausgestaltung des Friedenssaals im Rathaus Osnabrück herangezogen.
Als Architekt nahm Schill verschiedene Privataufträge an. Eine besondere Gelegenheit zur Verwirklichung architektonischer Vorstellungen bot ihm dabei Ende des 19. Jahrhunderts der Auftrag des Bankiers und Stadtverordneten Moritz Leiffmann zur Errichtung der großbürgerlichen Villa Leiffmann im Düsseldorfer Stadtteil Golzheim. Schill konzipierte einen eklektizistischen Bau mit zwei Türmen, der an eine Villa der italienischen Renaissance erinnerte. In Düsseldorf zog ihn auch der Maler Georg Oeder für die innere Ausgestaltung seines Wohnhauses am Hofgarten hinzu. Bis in die 1890er Jahre entwickelte Schill – zusammen mit Peter Janssen d. Ä. – die dekorative Ausstattung der Aula des 1879 fertiggestellten Kunstakademie-Neubaus in Düsseldorf. Das weitgerühmte Gesamtkunstwerk wurde Ende der 1890er Jahre gegen ein Entgelt interessierten Fremden gezeigt. Akademiedirektor Walter Kaesbach ließ die historische Ausstattung der Aula bis auf die Gemälde Janssens im Zuge seiner „Akademiereform“ um 1930 beseitigen und die Wände in Gold gestalten, eine Maßnahme, die Paul Clemen 1944 als nicht gerechtfertigt kritisierte.
Eine weitere Zusammenarbeit von Schill und Janssen ergab sich für Grabmale in Kleve, Dortmund und Düsseldorf. Er entwarf ferner den silbernen Tafelschmuck, den die preußische Rheinprovinz und die Provinz Westfalen dem deutschen Kronprinzenpaar zu seiner Hochzeit 1881 schenkten. 1894 wurden in Meißen nach Entwürfen von Schill Majolika-Gasöfen für das Königszimmer und den Großen Saal der Gesellschaft Casino zu Coblenz geschaffen. In den Jahren 1896 bis 1898 entwarf Schill die historistische Portalarchitektur der Oberkasseler Brücke. Um 1900 schuf Schill die Stiftmosaike an der Außenfassade der Obergeschosse der Kunstakademie Düsseldorf.
Von 1901 bis 1902 hatte Schill zusammen mit Josef Kleesattel die architektonische Gesamtleitung der Industrie- und Gewerbeausstellung Düsseldorf inne, nachdem der erste künstlerische Leiter Georg Thielen im Februar 1901 überraschend verstorben war. Zusammen mit Kleesattel führte er auch die Entwurfs- und Bauarbeiten für deren Hauptindustriehalle zu Ende, in deren Gestaltung sich Kaiser Wilhelm II. persönlich eingemischt hatte. Außerdem entwarf er zusammen mit Kleesattel den auf einer Grundfläche von 30 Meter mal 40 Meter errichteten Pavillon der Rheinischen Metallwaren- und Maschinenfabrik, der ebenfalls an der Hauptallee der Ausstellung stand. Bis 1904 war er Leiter der Bauabteilung der Internationalen Kunst-Ausstellung und großen Gartenbau-Ausstellung in Düsseldorf. Zwischen 1896 und 1908 unterstützte Schill – zusammen mit dem Provinzialkonservator Paul Clemen, den Akademie-Professoren Eduard von Gebhardt und Peter Janssen d. Ä. sowie weiteren Künstlern – die Ausmalung des Rittersaals von Schloss Burg an der Wupper. Mit seinem Mitarbeiter Johannes Osten schuf er dabei in gotischer Ornamentik einen Stammbaum der bergischen Herrscher.

## Schüler (Auswahl)
| - Hermann Angermeyer (1876–1955) - Arthur Bambridge (1861–1923) - Arthur Bartels (1874–1925) - Carl Becker (1862–1926) - Willy von Beckerath (1868–1938) - Robert Böninger (1869–1935) - Karl Wilhelm Dahl (1869–1942) - Hans Deiters (1868–1922) - Friedrich Dorn (1861–1901) - Bruno Ehrich (1861–1947) - Hermann vom Endt (1861–1939) - Robert von Engelhardt (1862–1936) - Robert Engels (1866–1926) - Charlie Ewerbeck (* 1872) - Felix Frang (1862–1932) - Wilhelm Fritzel (1870–1943) - Theodor Funck (1867–1919) - Henry Ludwig Geertz (1872–?) - Isaac Alexander Gibbs d. J. (1849–1889) - Jean Grothe (1865–1924) - Herman van der Haar (1867–1938) - George von Haast (1867–1954) - Lewis Edward Herzog (1868–1943) - Hermann Hidding (1863–1925) - Bernhard Hoetger (1874–1949) - Meinrad Iten (1867–1932) - Karl Kahl (1873–1938) - Friedrich Klein-Chevalier (1861–1938) - Carl Klugkist (* um 1871) | - Wilhelm Kolberg (* um 1868) - Wilhelm Lehmbruck (1881–1919) - Dirk Loth (* 1862 in Surabaya) - Willy Lucas (1884–1918) - Carl Murdfield (1868–1944) - Paul Neuenborn (1866–1913) - Heinrich Nüttgens (1866–1951) - Gustav Olms (1865–1927) - Johannes Osten (1867–1952) - Peter Philippi (1866–1945) - Paul Raud (1865–1930) - Jacob Coenraad Ritsema (1869–1943) - Lore Schill (1890–1968) - Adolf Schönnenbeck (1869–1965) - Wilhelm Schreuer (1866–1933) - Paul Schroeter (1866–1946) - Sergei Schtscherbatow (1874–1962) - Emil Schultz-Riga (1872–1931) - Emil Schwabe (1856–1924) - Alfred Sohn-Rethel (1875–1958) - Otto Sohn-Rethel (1877–1949) - Carl Strathmann (1866–1939) - Walther Tecklenborg (1876–1965) - Emile Vauthier (1864–1946) - Charles Vogel (* 1872) - Heinrich Vogeler (1872–1942) - Torsten Wasastjerna (1863–1924) - Robert Weise (1870–1923) |

## Ehrung
- 1908: preußischer Roter Adlerorden III. Klasse